# Waterloo Bridge (1940)
Waterloo Bridge is een Amerikaanse film uit 1940 onder regie van Mervyn LeRoy. De film is gebaseerd op het gelijknamig toneelstuk van Robert E. Sherwood en is een nieuwe versie van de gelijknamige film uit 1931. De hoofdrollen worden vertolkt door Vivien Leigh, Robert Taylor, Lucile Watson en Virginia Field.

## Verhaal

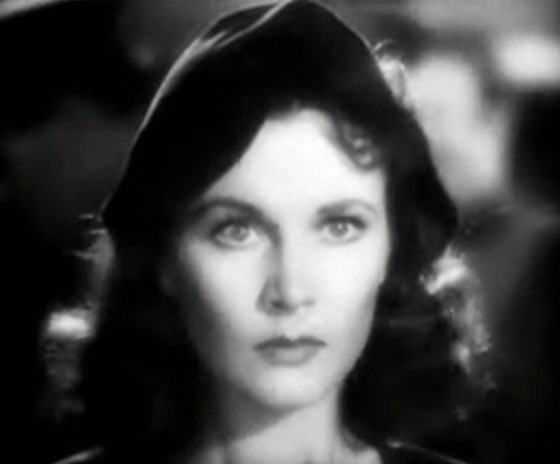
Leigh als Myra Lester

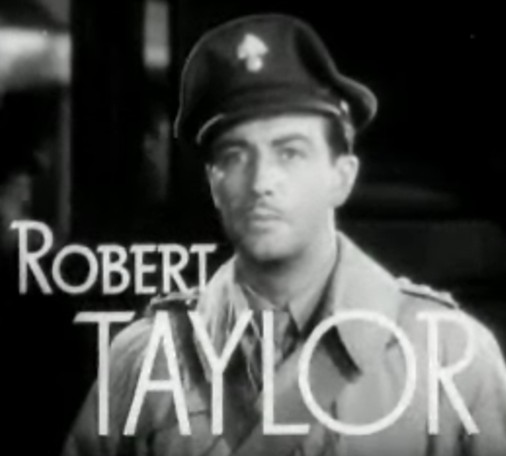
Taylor als Roy Croning

Op de nacht dat de Tweede Wereldoorlog wordt aangekondigd, blikt Roy Cronin terug naar zijn relatie met een vrouw tijdens de Eerste Wereldoorlog. Hij is dan een jonge soldaat die tijdens een bomaanslag de jonge Myra Lester ontmoet op de Waterloo Bridge. Zij is een professionele balletdanseres die advies krijgt ergens te schuilen. Ze laat haar tas vallen en wordt geholpen door Roy. Samen zoeken ze onderdak in de metro. Ze maken kennis met elkaar en na een gesprek nodigt ze hem uit voor een balletvoorstelling, waar zij in zal dansen. Aanvankelijk slaat hij dit af voor een diner met de kolonel, maar hij besluit toch de uitvoering bij te wonen.
Na de voorstelling stuurt hij haar een brief waarin hij zijn wensen uitdrukt haar te ontmoeten. Deze brief wordt gelezen door Olga Kirowa, de tirannieke leidster van de balletgroep. Ze verbiedt de meiden een privéleven te hebben, omdat ze zich volledig moeten storten op hun carrière, en dwingt haar een brief te schrijven waarin ze meldt hem niet te willen zien. Haar beste vriendin en kamergenoot Kitty houdt Roy later tegen en vertelt hem dat ze hem wel degelijk wil zien. Myra sluipt die nacht stiekem weg en brengt een romantische nacht met hem door. Ze besluit niet te participeren aan de volgende voorstelling om afscheid te nemen van Roy, die moet vechten aan het front. Ze wilden vlak voor zijn vertrek trouwen, maar zijn te laat bij het kapel en mogen op dat tijdstip niet meer trouwen.
Kirowa is razend en aarzelt niet Myra te ontslaan. Kitty komt in protest en confronteert Kirowa ermee dat ze alle danseressen als slavinnen behandelt. Daarom wordt ook zij ontslagen. In de weken die daarop volgen leven ze in ernstige armoede en lijden ze honger. Ze kunnen geen van beiden een baan vinden en zijn ten einde raad. Het lijkt allemaal wat beter te gaan als Kitty vertelt werk te hebben gevonden in een revue. Ondertussen is er voor Myra een ontmoeting geregeld met Roy's moeder Lady Margaret. Vlak voor haar komst in een restaurant leest ze in een krant dat Roy is gestorven bij een gevecht. Ze valt flauw van verdriet en kan na haar ontmoeting met Lady Margaret niet meer normaal communiceren. Lady Margaret voelt zich beledigd en vertrekt.
Myra wordt depressief en krijgt pillen van Kitty. Myra weet dat ze niet werkt bij een revue en confronteert haar. Uiteindelijk geeft Kitty toe werkzaam te zijn als prostituee. Het duurt niet lang voordat ook Myra de prostitutie in gaat. Ze werkt bij het station van Waterloo en ziet op een dag Roy aankomen op het station. Hij is vol van geluk om haar weer te zien, maar Myra is vooral verward. Ze verhuizen naar Schotland om in te trekken bij zijn moeder en trouwen. Myra kan haar duistere verleden niet lang geheimhouden en biecht de waarheid op aan Lady Margaret.
Nog dezelfde avond neemt ze de beslissing hem te verlaten. Ze schrijft hem een afscheidsbrief en vertrekt. Als Roy deze leest begint hij onmiddellijk een zoektocht, met hulp van Kitty. Ondertussen loopt Myra op de Waterloo Bridge en pleegt ze zelfmoord door zichzelf voor een auto te gooien. De film schakelt dan weer terug naar het heden. Roy heeft een geluksketting vast die Myra lang heeft gekoesterd en rouwt om zijn verloren liefde.

## Rolverdeling
| Acteur            | Personage            | Foto |
| ----------------- | -------------------- | ---- |
| Vivien Leigh      | Myra Lester          |      |
| Robert Taylor     | Roy Cronin           |      |
| Lucile Watson     | Lady Margaret Cronin |      |
| Virginia Field    | Kitty                |      |
| Maria Ouspenskaya | Madame Olga Kirowa   |      |
| C. Aubrey Smith   | De graaf             |      |

## Achtergrond

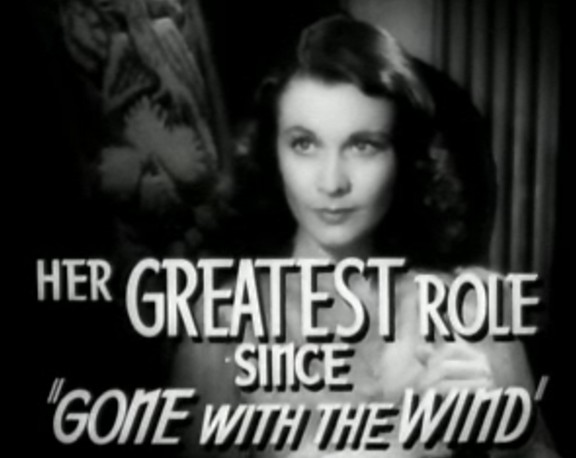
Leigh als Myra Lester

Actrice Vivien Leigh genoot in 1939 een ongekend succes met de film Gone with the Wind. Regisseur David O. Selznick, van de Amerikaanse filmstudio Metro-Goldwyn-Mayer, had haar onder contract voor nog één film. Haar echtgenoot Laurence Olivier was geselecteerd voor de thriller Rebecca (1940) en dacht dat ze geschikt zou zijn als zijn tegenspeelster. Ze legde een screentest af maar bleek te krachtig en confronterend te zijn voor de rol. Ze hoopte om naast Olivier te spelen als Elizabeth Bennet in zijn andere filmproject Pride and Prejudice (1940), maar die rol ging naar Greer Garson. Leigh werd uiteindelijk aangesteld als de hoofdrolspeelster in Waterloo Bridge.
Op 18 september 1939 werd bekendgemaakt dat Selznick de filmrechten had gekocht van Universal Pictures. De mannelijke hoofdrol zou vertolkt worden door Olivier, maar hij bleek het te druk te hebben met het opnemen van een andere film. De rol ging naar Robert Taylor, die eerder naast Leigh te zien was in A Yank at Oxford (1938). Hoewel de samenwerking voor beiden goed beviel, betreurde Leigh dat haar man niet haar tegenspeler was een klaagde dat Taylor niet geschikt was voor de rol. De film werd in een periode van vier maanden opgenomen en werd zo snel mogelijk uitgebracht, om nog te teren op het succes van Gone with the Wind.
De film werd na uitbrengst geprezen door de pers. Het zou uiteindelijk de persoonlijke favoriete film worden van zowel Leigh als Taylor. Niet alleen waren de recensies lovend, maar ook ging het publiek er massaal op af en bracht het veel geld op. Waterloo Bridge deed het internationaal zeer goed en bracht buiten de Verenigde Staten circa 1,2 miljoen dollar op. In Engeland bleek de film de populairste te zijn van december 1940. Veel prostituees uit Londen die werkten in andere gebieden verplaatsten naar Waterloo Bridge. Ook Amerikaanse soldaten zochten met name op die brug naar prostituees. In Nederland vond een première pas plaats in 1947, toen de oorlog voorbij was. De film werd toen geschikt bevonden voor 18 jaar en ouder.

## Prijzen en nominaties
| Jaar | Prijs          | Categorie              | Genomineerde(n)   | Uitslag     |
| ---- | -------------- | ---------------------- | ----------------- | ----------- |
| 1941 | Academy Awards | Beste Cinematografie   | Joseph Ruttenberg | Genomineerd |
| 1941 | Academy Awards | Beste Originele Muziek | Herbert Stothart  | Genomineerd |